# Корсик, Константин Анатольевич
Константин Анатольевич Корсик (род. 3 октября 1964, Москва) — российский юрист, нотариус и общественный деятель. Заслуженный юрист Российской Федерации (2018), доктор юридических наук. Президент Федеральной нотариальной палаты РФ с 24 апреля 2014 года.
Президент Московской городской нотариальной палаты с 4 октября 2011 года. Председатель комиссии Общественной палаты РФ по экспертизе общественно значимых законопроектов и иных правовых инициатив, член Президиума Общероссийской общественной организации «Ассоциация юристов России», вице-президент Российской академии адвокатуры и нотариата, заместитель председателя Общественного совета при Росреестре. Член руководящего совета Международного союза нотариата.

## Биография
Родился 3 октября 1964 года в Москве в семье военнослужащего. В 1986 году с отличием окончил военно-юридический факультет Военного Краснознаменного института Министерства обороны СССР (сейчас — Военный университет Министерства обороны РФ).
С 1986 по 1991 год служил в военной прокуратуре Московского гарнизона. Окончив военную службу, два года преподавал на кафедре военной администрации и административного права Военного Краснознаменного института.
После увольнения из Вооруженных сил занялся частной юридической практикой, с 1995 — нотариальной деятельностью. С 1995 по 1997 год работал нотариусом 41-й Московской Государственной нотариальной конторы. С августа 1997 года по настоящее время — нотариус г. Москвы, занимающийся частной практикой.
С 2002 по 2011 год работал председателем комиссии Московской городской нотариальной палаты (МГНП) по взаимодействию с органами государственной власти, с 2006 по 2009 год входил в Правление МГНП. В 2011, 2015, 2019 и 2023 годах избирался президентом Московской городской нотариальной палаты. С ноября 2011 является членом правления Федеральной нотариальной палаты. 24 апреля 2014 года избран президентом Федеральной нотариальной палаты, 23 апреля 2019 года — переизбран на эту должность.
Помимо работы в нотариате, занимается общественной, научно-преподавательской и экспертной деятельностью.
С 2009 года входит в Президиум Общероссийской общественной организации «Ассоциация юристов России». Является членом Общественной палаты РФ, председателем Комиссии Общественной палаты Российской Федерации по экспертизе общественно значимых законопроектов и иных правовых инициатив. В 2021 году избран заместителем председателя Общественного совета при Росреестре.
С 2019 года входит в члены руководящего совета Международного союза нотариата (МСН).
С 1999 по 2002 — доцент кафедры гражданско-правовых дисциплин Московской академии МВД РФ. В настоящий момент занимает пост вице-президента Российской академии адвокатуры и нотариата. Имеет ученую степень доктора юридических наук, ученое звание — доцент. Является заведующим кафедрой нотариата в Московском государственном юридическом университете им. О. Е. Кутафина (МГЮА).
С 2003 по 2011 год являлся председателем правления фонда «Институт развития нотариата», с момента избрания на пост президента Московской городской нотариальной палаты, а позднее — главы Федеральной нотариальной палаты, продолжает экспертную деятельность в новом статусе.

## Награды
- Высшая юридическая премия «Фемида» в номинации «Нотариат» (2006 г.) — за активное внедрение правовых и этических стандартов латинского нотариата в российскую юридическую практику, развитие законодательства о нотариате[13]
- Грамота Генерального прокурора РФ (2011 г.)[14]
- Благодарность Председателя Совета Федерации Федерального Собрания РФ Валентины Матвиенко (2016 г.) — за многолетний добросовестный труд, большой вклад в укрепление законности, обеспечение защиты прав и интересов граждан[15]
- Высшая медаль Министерства юстиции РФ — медаль Анатолия Кони (2016 г.) — за большой вклад в реализацию государственной политики в сфере юстиции и законотворческую деятельность[16]
- Ведомственная медаль Федеральной налоговой службы — медаль «За заслуги» (2016 г.) — за содействие ФНС России[17]
- Почетное звание «Заслуженный юрист Российской Федерации» (2018 г.)[18]
- Благодарность Комитета Государственной Думы по государственному строительству и законодательству (2018)
- Благодарственное письмо Президента РФ В. В. Путина (2018)
- Почетная грамота Государственной Думы Федерального Собрания Российской Федерации (2018)
- Медаль «Совету Федерации РФ. 25 лет» (2019)
- Благодарность мэра Москвы за заслуги в укреплении законности, плодотворную работу по защите прав и законных интересов граждан и юридических лиц в городе Москве, в том числе и в период ограничительных мер (2020)[19]
- Высшая юридическая премия «Фемида» в номинации «Путь к закону» (2021 г.)[20]